# Kiku-8
O Kiku-6, também conhecido por seu seu nome técnico ETS-VIII (acrônimo de Engineering Test Satellite-VIII), é um satélite geoestacionário japonês construído pela Mitsubishi Electric (MELCO). Ele é de propriedade da NASDA. O satélite foi baseado na plataforma ETS-8 bus e sua expectativa de vida útil é de 10 anos.

## Lançamento
O satélite foi lançado com sucesso ao espaço no dia 18 de dezembro de 2006, por meio de um veículo H-IIA a partir do Centro Espacial de Tanegashima, no Japão. Ele tinha uma massa de lançamento de 5800 kg.

## Características
O satélite conta com uma massa de cerca de três toneladas e um diâmetro de 40 metros, devido a duas grandes antenas refletoras implantável, fazendo com que cada uma tenha cerca do tamanho de um campo de tênis, cuja implantação foi testado com experimentos LDREX. É um dos maiores satélites geoestacionários existentes em órbita, em 2009.